# Tabula Rasa (Lost)
 For alternative betydninger, se Tabula Rasa (flertydig). (Se også artikler, som begynder med Tabula Rasa)
"Tabula Rasa" er det tredje afsnit af første sæson af Lost. Det blev instrueret af Jack Bender og skrevet af Damon Lindelof. Det blev første gang udsendt 6. oktober 2004 på ABC. Karakteren Kate Austen vises i afsnittets flashbacks.

## Plot
Gruppen passer på sheriffen, og i den proces lærer Jack om Kates fortid.
Signalholdet vender tilbage fra bjerget, men vælger ikke at fortælle de andre om den franske transmission i frygt for at den besked vil skabe panik og fratage de overlevende deres håb. Da en kamp om hvem, der skal holde pistolen bryder ud, enes gruppen om at give den til Kate. Da de kommer tilbage fortæller Kate i hemmelighed Jack om den franske transmission.
I flashbacks er Kate i Australien og vækkes af en bondemand, Ray, der vil vide, hvorfor hun sover i hans lade. Under aliasset Annie tilbydes Kate et job på gården. Da hun senere forlader gården accepterer hun en lift fra Ray til togstationen, men hun finder ud af, at han planlægger at angive hende til autoriteterne for pengenes skyld. Da hun ser sheriffen køre bag dem tager hun fat i rattet og får køretøjet til at køre af vejen. Da hun prøver at redde Ray mister hun dog sin chance for at flygte.
Walt finder Locke spillende backgammon, som han lærer historien bag. Locke afslører så en hemmelighed om øen til Walt. Michael spørger Walt omkring Locke, og instruerer sin søn i at blive væk fra manden. Walt siger at Lockes hemmelighed er, at der er sket et mirakel for ham. Michael kigger efter hunden Vincent i junglen og falder over en topløs Sun, der vasker sig selv. Locke finder til sidst hunden med en fløjte, han har lavet, men han giver hunden til Michael med begundelsen, at han synes a Walt's far burde være den, der finder hunden.
Sheriffens høje smerteskrig tærer på gruppen. Han fortæller Jack at han vil snakke med Kate alene. Da hun er i teltet fortæller Hurley Jack at Kate har en pistol. Jack ser Kate forlade teltet og de hører et pistolskud. Sawyer går ud af teltet og siger, at han gjorde hvad der måtte gøres. Skrigene fortsætter dog, og Sawyer afslører at han skød ham i brystet, ikke i hovedet. Han havde sigtet efter hjertet, men ramte ved siden af. Kuglen punkterede sheriffens lunge og udskød dermed hans død. Jack smider en ekstremt rystet Sawyer ud af telt og yder derefter aktiv dødshjælp over for sheriffen. Han forlader derefter teltet i koldsved.
Kate tilbyder Jack at fortælle hvad hun gjorde, men han afslår og siger at deres fortid ikke rigtig er vigtig, idet alle på flyet sandsynligvis er døde for omverdenen.
Der spilles derefter en sang, der hedder Washed Away af Joe Purdy, der spilles mens alle fra hovedrollebesætningen ser ud til at blive mere håbefulde og optimistiske, Michael giver Walt hunden og den mystiske Locke vises mens han sidder og stirrer mørkt i deres retning.